# Франческо Јанич
Франческо Јанич (итал. Francesco Janich; 27. март 1937 — 2. децембар 2019) био је италијански фудбалер који је играо у одбрани.

## Клупска каријера
У својој каријери је наступао за Аталанту, Лацио, Болоњу и Лукезе. Са Болоњом је сезоне 1963/64. освојио Серију А. Рекордер је по броју одиграних утакмица без добијеног црвеног картона.

## Репрезентативна каријера
За репрезентацију Италије одиграо је шест утакмица и био у њеном саставу на светским првенствима 1962. и 1966.